# Carasobarbus canis
Carasobarbus canis е вид лъчеперка от семейство Шаранови (Cyprinidae). Видът е почти застрашен от изчезване.

## Разпространение и местообитание
Разпространен е в Израел, Йордания, Палестина и Сирия.
Обитава сладководни басейни, реки и потоци.

## Описание
На дължина достигат до 66 cm.
Популацията на вида е намаляваща.